# روتيلو
روتيلّو هي بلدية تقع في مقاطعة كمبباسة في منطقة مليزة، إيطاليا، وتقع على بعد حوالي 30 كيلومتر (19 ميل) شمال شرق كمبباسة.